# Phil Demmel
Phil Demmel (1 de abril de 1967) es un guitarrista estadounidense conocido por su paso por banda estadounidense de groove metal Machine Head. Debutó en la banda en el álbum Through the Ashes of Empires de 2004 y salió en septiembre de 2018. Antes de su carrera en Machine Head, Demmel fue miembro de bandas como Technocracy, Torque y Vio-Lence, en la que tocó con Robb Flynn, fundador, guitarrista y vocalista de Machine Head. La marca de guitarras Jackson Guitars está realizando un modelo firmado por el guitarrista llamado "Demmelition V".
- Datos: Q587919
- Multimedia: Phil Demmel / Q587919